# Колло, Рене
Рене Колло (нем. René Kollo, настоящая фамилия Kollodzieyski; род. 20 ноября 1937, Берлин, Германия) — немецкий оперный певец (тенор), который специализировался на вагнеровском репертуаре. Ведущий артист Немецкой оперы в Берлине. Выступал также в более лёгких жанрах эстрадной песни и оперетты.

## Биография
Рене Колло родился в 1937 году в Берлине. Его отец, Вилли Колло (1904-88), в межвоенный период писал шлягеры и музыку к фильмам, а дед Вальтер считается одним из зачинателей берлинской оперетты. После Второй мировой войны и окончания школы-интерната Рене отправился в Гамбург, где обучался фотографии и попутно играл джаз. Затем вернулся в Берлин для занятий вокалом и актёрским мастерством.
Первый контракт Рене Колло подписал в 20 лет в качестве исполнителя шлягеров. Его карьера как оперного певца началась в 28 лет в Брауншвейге с маленьких партий в операх Стравинского. Первая крупная роль — в 1969 году на сцене Байройтского фестиваля он исполнил Рулевого в «Летучем голландце» и Кунца Фогельзанга в «Нюрнбергских мейстерзингерах». На Зальцбургском фестивале 1974 года исполнил у Караяна в той же опере партию Вальтера.
В течение следующих девяти лет Рене Колло пел на вагнеровском фестивале в Байройте ежегодно — Лоэнгрина, Вальтера фон Штольцинга, Парсифаля, Тристана и Зигфрида. В 1970 году Колло впервые исполнил «Тангейзера» — под управлением Шолти — и затем пел эту партию до 1994 года. Ещё дольше он пел вагнеровского Парсифаля — до 1996 года.
В дискографии Колло имеются и достаточно редко записываемые оперы: «Риенци» Вагнера и «Арабелла» Р. Штрауса. В целом специализировался на немецко-австрийском репертуаре: помимо Вагнера и Штрауса, это Малер, Бетховен, Вебер. Также он исполнил главные партии в «Пиковой даме» Чайковского, «Борисе Годунове» Мусоргского, «Отелло» Верди и «Питере Граймcе» Бриттена.